# Gallimard Jeunesse
Gallimard Jeunesse is een Franse uitgever van kinderboeken. Het is een dochteronderneming van uitgeverij Gallimard en opgericht in 1972 door Pierre Marchand.
Het is de uitgever van de Franse versie van Het gouden kompas, The English Roses van Madonna, boeken van de Pokémon-series en de Harry Potterboeken. Het publiceerde ook de trilogie Het boek der tijden (Le livre du temps) van Guillaume Prévost, bestaande uit de delen La pierre sculptée, Les sept pièces en Le cercle d'or. Gallimard Jeunesse heeft ook prentenboeken gepubliceerd.

## Harry Potter
In 1997 ontdekte Christine Baker (Directrice van Gallimard Jeunesse) per toeval het manuscript van J.K. Rowling, een toen nog onbekende en niet gepubliceerde tekst. Verleid door de kwaliteit van het materiaal, verkreeg zij de rechten van de publicatie van Harry Potter met vrij bescheiden en normale voorwaarden. Vanaf het derde deel van de boekenserie, beleefde de verkoop een doorbraak. Dit dankzij de "pottermania". Deze doorbraak zorgde ervoor dat de inkomsten de uitgeverij verdubbelde van 40 tot 80 miljoen euro. In 2011 telde de serie zeven boekdelen en zijn er reeds 26 miljoen exemplaren verkocht in Frankrijk. Toch blijven de boeken van Albert Camus, die al 70 jaar uitgegeven worden, het best verkocht bij de uitgeverij. Het aantal verkochte exemplaren van de boeken van Albert Camus is op het moment van schrijven 29 miljoen. 
Deze boeken over magie versterken nog altijd de financiële autonomie van uitgeverij Gallimard.